# Гілка ялини
Гілки ялиць, ялин та іноді інших хвойних порід називають ялиновими чи ялицевими гілками. Таке ж узагальнення можна знайти і щодо «різдвяної» ялинки.

## Флористика та митна справа
Зелень ялиці, яка є комерційно доступною сьогодні, здебільшого походить із дерев ялини, оскільки вони дешевші, переважно кущисті північні сорти. Зокрема, це відбувається при виробництві різдвяних ялинок.
Як і сама ялинка, вічнозелена гілка символізує зимову пробуджуючу силу, яка в життєвих силах переживає холодну пору року.
Ялинові гілки традиційно використовують під час різдвяних та передріздвяних свят для прикраси будинку та вітрин. На початку зими і до І ст. у листопаді (День всіх святих) прийнято вкривати ялицею могили і залишати так до весни. Гілки кладуть догори дном на поверхню, яку потрібно накрити, і з'єднують разом. Також з ялинових гілок можна зробити різдвяні вінки. Зелень ялиці також часто використовується в квіткових композиціях.
Ялинову гілку як символ також можна знайти в пісні Tannengrün, народній пісні, текст якої походить від Георга Крістіана Діффенбаха та яку поклав на музику Франц Абт (1819—1885).

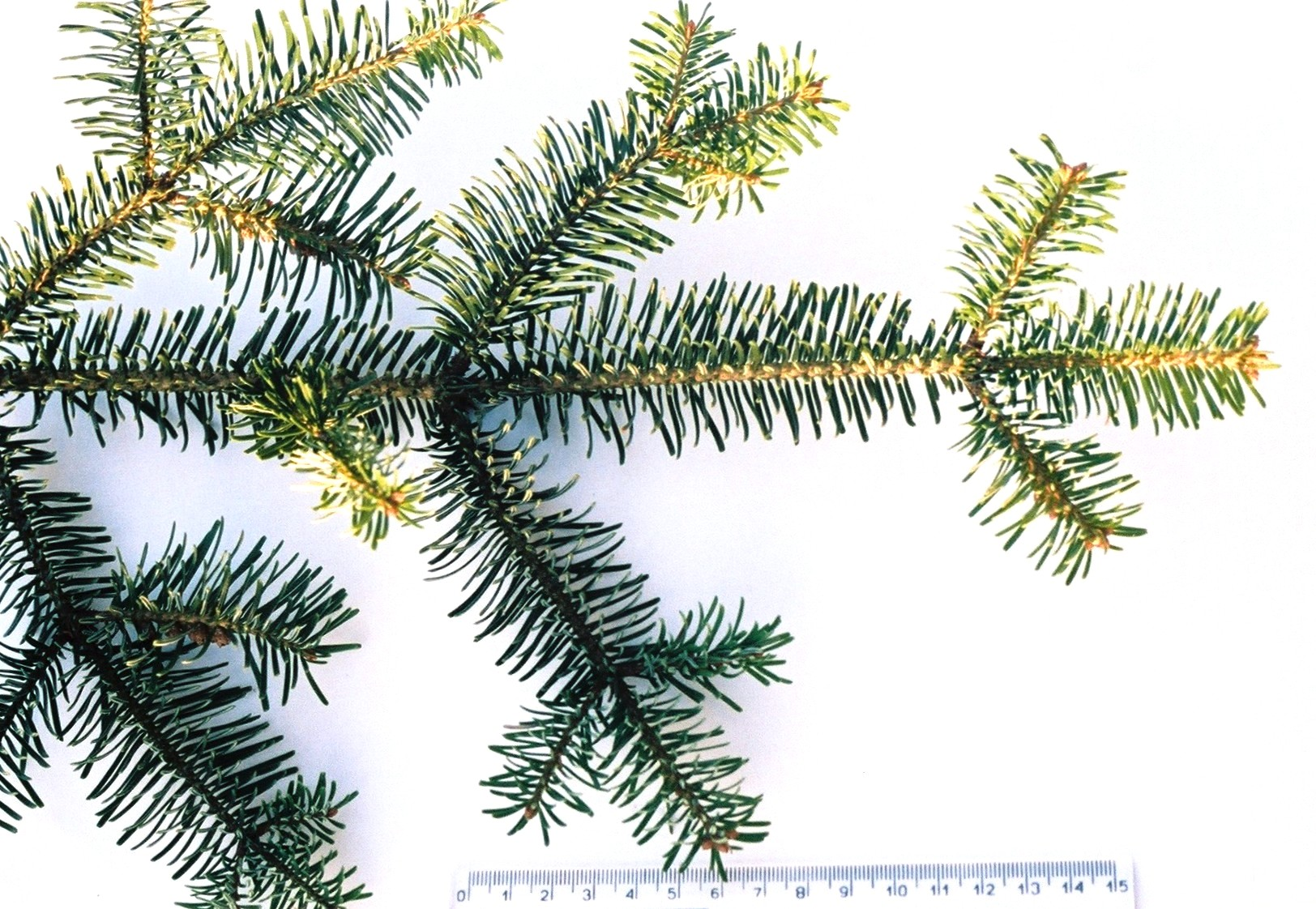
Гілка ялиці (тут насправді: ялиця срібляста)
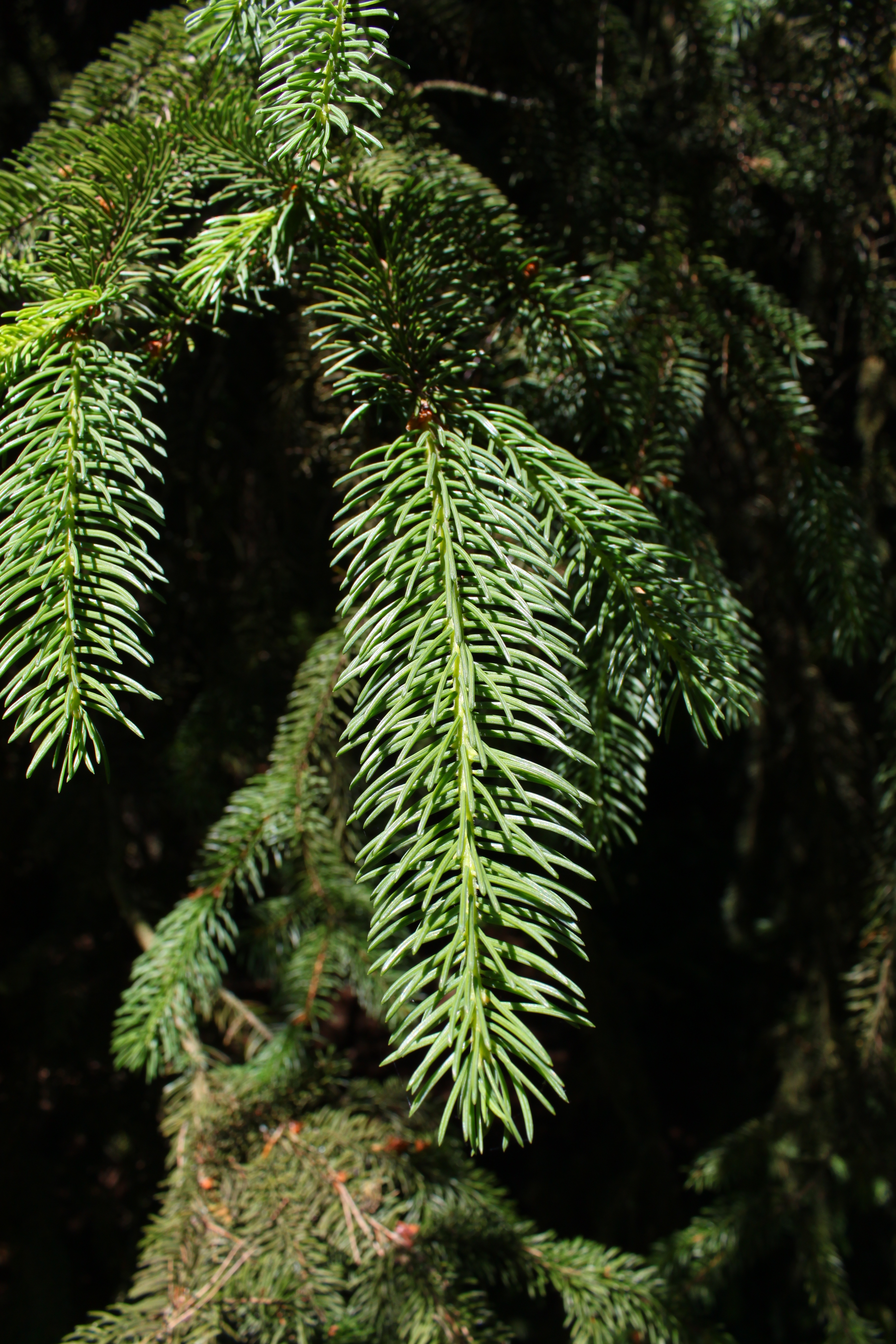
Ялини мають всюди хвою і густіші (тут: ялина Кояма)

## Топоніми та геральдика
Гілка ялини є негеральдичною фігурою в геральдиці і може мати всі геральдичні тинктури.
Верхньонімецький Daxen можна знайти в таких місцях, як Taxa (округ Дахау) або Таксенбах (в Пінцгау в Зальцбурзі), стара назва Taxen для Ебен-ім-Понгау (земля Зальцбург), назва Schinderdaxet для лісу в Ісманінг і місцевості Дакслюг- ам- Гойберг над Зальцбургом. У найширшому розумінні у геральдиці він стає промовистим гербом.
Герб поширений у багатих лісами районах, особливо в геральдиці Фінляндії. Особлива гербова лінія поділу називається ялиноподібним. Він був створений у Фінляндії після 1949 року. Це вирізаний відділ, створений зі стилізованих ялинових гілок, покладених одна до одної. Приклади:

Червоне серце, з якого виростає трироздільна зелена гілку ялини (Лаукаа, Фінляндія)
У сріблі червона шкіра, вкрита золотою ялиновою гілкою  (Юупайокі, Фінляндія)
Срібно-зелений розкол на зрізі ялиці (Сіїпий, Крістінестад, Фінляндія)
Стилізована ялина, зрізана герба (Варпайс'ярві, Фінляндія)
Ялинова гілка у районі Бьоблінген підкреслює свою близькість до Шварцвальду